# 君が見えない
『君が見えない』（きみがみえない）は、1994年6月6日から7月25日まで、フジテレビ系列で放送された関西テレビ企画・制作のテレビドラマである。

## あらすじ
佐和子（賀来千香子）は、多岐麗子という名で深夜ラジオのDJをしている。その素顔や私生活は謎に包まれているが、6年前、不倫の末に無理心中を図り、自分だけ助かったという過去に今も苦しんでいた…。

## キャスト
- 高林佐和子：賀来千香子
6年前、宮原と不倫の末に心中を図り、自分のみ生き残ったという過去を持つ。その際に妊娠が判明し未婚で出産した娘、明日香と2人暮らし。ラジオ番組のパーソナリティとしてデビュー。謎めいた人物として人気がある。
- 加納逸子：手塚理美
佐和子とは学生時代からの友人。現在、代理店を立ち上げていることもあり、番組関連などでも接触している。やり手でさばけた印象だが、周囲から比較対象にされたコンプレックスから佐和子に対してコンプレックスを抱くこともあり、窮地に陥った彼女を見捨てたり罵倒したりもしている。
- 宮原梨果：伊藤かずえ
宮原の妹。6年前、兄の死因を理由に婚約が破談となって以来、佐和子を深く憎み続けて来た。佐和子の元へ乗り込んで罵倒、明日香を奪おうと画策するが、のちに和解する。
- 松村次郎：森且行
ガソリンスタンドでアルバイトをする青年。佐和子のファンで、彼女の出演する番組全てを録音し、コレクションしていたが、想いが届かないと知ると破壊、暴挙に出る。勤務態度などを始め、言動は好青年風だが、やや陰険な面が見られる。
- 樋口良子：磯野貴理子
- 高林明日香：伊牟田麻矢
佐和子と宮原の娘。両親が入籍しておらず、生まれる数か月前に父が亡くなっているため、佐和子の籍に入り、父の欄は空白。
- 長谷部信子：赤座美代子
- 長谷部耕一：夏木陽介
- 樋口彰：石橋凌
- 田中加奈子

## 主題歌
- 「Rusty Nail」X JAPAN

## スタッフ
- 脚本：寺田敏雄、倉沢左知代、関田明生
- 音楽：倉本裕基
- 制作：加藤哲夫
- 企画：山田剛
- プロデュース：佐藤丈、土井宙
- 演出：星田良子、伊崎健太郎
- 制作：関西テレビ、ネクスト・プロデュース

## サブタイトル
1. 愛と友情の裏切り
2. 偽りのジェラシー
3. 真実を伝えるとき
4. 訣別
5. 脅迫
6. 失踪
7. 絶望
8. 最後のメッセージ

| 関西テレビ・フジテレビ系 月曜22：00枠 | 関西テレビ・フジテレビ系 月曜22：00枠 | 関西テレビ・フジテレビ系 月曜22：00枠 |
| 前番組                                | 番組名                                | 次番組                                |
| ------------------------------------- | ------------------------------------- | ------------------------------------- |
| 白の条件                              | 君が見えない                          | 福井さんちの遺産相続                  |